# Kamal-ol-molk
Mohammad Ghaffari (Kashan, Irán; 1847-Nishapur, Irán; 1940), más conocido por su seudónimo Kamal-ol-Molk, fue un pintor iraní.

## Biografía

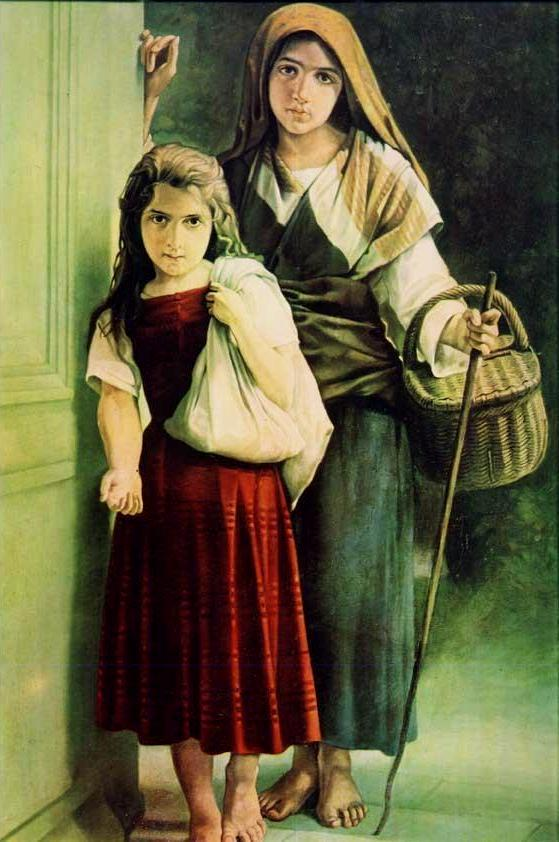
Las niñas mendigas

Realizó sus estudios en Teherán, en la politécnica Darolfonún. Debido a su rápido progreso, se convirtió en el pintor real del rey Nasereddín Shah a los 18 años de edad, quien le otorgó el título de Kamal-ol-Molk (el más valioso mérito). En 1896, el rey lo mandó a Europa para continuar sus estudios en París, Florencia y Versalles.
En 1898 regresó a Irán, donde sufrió la envidia de algunos miembros de la corte real, por lo que eventualmente tuvo que huir a Kerbalá bajo pretexto de realizar un peregrinaje. Ahí creó algunos de sus obras más reconocidas como el Adivinador de Baghdad (Falgir-e baghdadí), El orfebre bagdadí y su pupilo (Zargar-e baghdadí va shagerdash), la Plaza de Kerbalá (Meidán-e Karbalá) y El árabe durmiente (Arab-e jofté).  Murió en 1940 y fue enterrado en Nishapur junto al poeta sufí Attar.